# Марк Зборовський
Марк Зборовський (пол. Мордка Зборівський; 27 січня 1908, Умань, Київська губернія, Російська імперія — 30 квітня 1990, Сан-Франциско
, Каліфорнія, США) — агент зовнішньої розвідки Радянського Союзу, який був впроваджений в оточення Льва Львовича Сєдова і став його найближчим помічником; пізніше фольклорист і антрополог.
Після 1921 року Зборовський зі своєю родиною переселяється в Польщу, там він через деякий час свідомо вступає в Комуністичну партію Польщі. Ставши повноправним учасником Компартії, він займається організацією страйків, що обумовлює підвищену увагу до нього з боку польської поліції. За організацію великої страйку Марка Зборовського заарештовують і він проводить у в'язниці рівно рік. Після звільнення з в'язниці він емігрує у Францію і закінчує там вищий навчальний заклад.
Його вербування відбулася в середині літа 1933 року агентом Іноземного відділу ОДПУ А. Адлером, більш відомим під робочими позивними «Юнкер» та «Б-138». Після нетривалої роботи зі Зборовським, Адлер домагається від нього згоди на співпрацю з органами зовнішньої розвідки СРСР. Після вербування від начальника відділу зовнішньої розвідки Артура Христофоровича Артузова він отримує псевдоніми «Мак» і «Тюльпан». З наступного року його органічно і оперативно впроваджують у троцькістську організацію, і до кінця 1934 року він входить в довіру до більшості її членів. Тоді ж він стає найближчим помічником сина Льва Давидовича Троцького Льва Сєдова, якого радянська розвідка розробляє під псевдонімом «Синок». «Тюльпан» настільки ефектно справляється зі своєю роллю, що йому довіряють посаду куратора російської секції Четвертого інтернаціоналу, над яким він працює під псевдонімом «Етьєн».
Після 1941 року Марк Зборовський приймає рішення про еміграцію в США. В 1943 році місце перебування Зборовського було розкрито і він був змушений знову працювати на спецслужби СРСР. Зборовського в США розсекретив перебіжчик Олександр Орлов. Справою Зборовського зайнялася юридична підкомісія сенату — спочатку на закритій сесії, а після публікації в журналі «Нью-лідер» із заголовком «Марк Зборовський — радянський агент» слухання продовжили у відкритому режимі на засіданні Комісії Сенату з питань нацбезпеки. На слуханнях із показів свідків стало відомо, що в 1946 році агент «Тюльпан» передав спецслужбам СРСР інформацію про те, що працівник радянської торгової місії хоче назавжди залишитися у «гнилому буржуазному світі» і просить притулку у США. Зборовський передав до Москви фотокопію рукопису книги Орлова. Не дивлячись на викривальні заяви, зроблені Орловим щодо Зборовського, він ні слова не згадує про одного з представників «кембриджської п'ятірки» Киме Філбі, оператором якого він деякий час був. В 1958 році Марка Зборовського засудили до п'яти років тюремного ув'язнення. Уже з тюрми він подав апеляцію, отримав зменшення терміну ув'язнення, а зрештою ще й був достроково звільнений. Відомий радянський розвідник Олександр Михайлович Орлов у своїх спогадах говорить про нього як про «керівника радянської шпигунської мережі в США». Орлов, також відомий під ім'ям Лева Лазаревича Нікольського, після смерті Сталіна видав кілька книг сповідальної спрямованості; також його викликала на регулярні допити американська сторона.
Весь час проживання на північноамериканському континенті до своєї смерті Марк Зборовський працював у лікарні Маунт-Сіон у Сан-Франциско та мав звання професора антропології.